# Azat u ankakh Artsakh
"Artsakh tự do và độc lập" là quốc ca của Artsakh, một quốc gia ly khai Azerbaijan ở Transcaucasia. Được thông qua vào năm 1992, bài hát được viết bởi Vardan Hakobyan và được sáng tác bởi Armen Nasibyan.

## Lời

### Lời tiếng Armenia
| Bảng chữ cái Armenia | Latinh hóa | Chuyển tự IPA |
| --- | --- | --- |
| Ազատ ու անկախ Արցախ, Քո տուն-ամրոցը կերտեցինք, Պատմությունը մեր երկրի Մեր սուրբ արյամբ մենք սերտեցինք։ Դու բերդ ես անառիկ, Բարձունք սըրբազան, վեհ անուն, Մասունք աստվածային, Քեզնով ենք հավերժանում։ Դու մեր լույս հայրենիք, Երկիր, հայրենյաց դուռ սիրո Ապրիր դու միշտ խաղաղ, Մեր հին ու նոր Ղարաբաղ։ Քաջերն ենք մենք հայկազուն, Մըռավ ենք, Քիրս ենք ու Թարթառ, Մեր վանքերով լեռնապահ՝ Անհաղթելի մի բուռ աշխարհ։ | Azát u ankákh Artsákh, Qo tun-amrótse kertetsínq, Patmuthyúne mer yerkrí Mer surb aryámb menq sertetsínq. Du berd yes anarrík, Bardzúnq srbazán, veh anún, Masúnq astvatzayín, Qeznú yenq haverzhanúm. Du mer luys Hayreníq, Yerkír, Hayrenyáts durr siró Aprír du misht khaghágh, Mer hin u nor Gharabágh. Qajérn yenq menq Haykazún, Mrrav yenq, Khirs yenq u Tharthárr, Mer vanqeróv lerrnapáh, Anhaghthelí mi burr ashkhárh. | [ɑ.ˈzɑt u ɑŋ.ˈkɑχ ɑɾ.ˈt͡sʰɑχ ǀ] [kʰɔ tun ɑm.ˈɾɔ.t͡sʰə kɛɾ.tɛ.ˈt͡sʰiŋkʰ ǀ] [pɑt.mu.ˈtʰju.nə mɛɾ jɛɾ.ˈkɾi ǀ] [mɛɾ suɾb ɑɾ.ˈjɑmb mɛŋkʰ sɛɾ.tɛ.ˈt͡sʰiŋkʰ ǁ] [du bɛɾtʰ‿ɛs ɑ.nɑ.ˈrik ǀ] [bɑɾ.ˈd͡zuŋkʰ səɾ.bɑ.ˈzɑn vɛh ɑ.ˈnun ǀ] [mɑ.ˈsuŋkʰ ɑst.vɑ.t͡sɑ.ˈjin ǀ] [kʰɛz.ˈnɔv‿ɛŋkʰ hɑ.vɛɾ.ʒɑ.ˈnum ǁ] [du mɛɾ lujs hɑj.ɾɛ.ˈnikʰ ǀ] [jɛɾ.ˈkiɾ hɑj.ɾɛn.ˈjɑt͡sʰ dur si.ˈɾɔ ǀ] [ɑp.ˈɾiɾ du miʃt χɑ.ˈʁɑʁ ǀ] [mɛɾ hin u nɔɾ ʁɑ.ɾɑ.ˈbɑʁ ǁ] [kʰɑ.ˈd͡ʒɛɾn‿ɛŋkʰ mɛŋkʰ hɑj.kɑ.ˈzun ǀ] [mə.ˈrɑv‿ɛŋkʰ kʰiɾs‿ɛŋkʰ u tʰɑɾ.ˈtʰɑr ǀ] [mɛɾ vɑŋ.kʰɛ.ˈɾɔv lɛr.nɑ.ˈpɑh ǀ] [ɑn.hɑʁ.tʰɛ.ˈli mi bur ɑʃ.ˈχɑɾ̥ ǁ] |

### Lời tiếng Nga
Свободный и независимый

Арцах, как крепость, строим мы,

Героев кровью писана

История моей страны.

Ты святыня в веках

Неприступной твердыней стоишь,

Богом хранимый Арцах,

Ты гордое имя хранишь.

Ты, Отчизна, наш свет,

Храм Любви и в мольбах, и в сердцах.

Помним мы предков завет

Пусть в мире живет Карабах!

Армяне, мы сила страны,

Как Мрав, как Кирс и, как вечный Тартар.

Верою предков защищены,

Храним наш край, наш Божий дар.

### Tạm dịch tiếng Việt
Artsakh tự do và độc lập,
Ta dựng pháo đài và quê hương tại đó,
Tiếp nối dòng lịch sử của đất nước.
Bảo vệ quê hương bằng máu của mình.
Người thành trì mãi vững chắc,
Tên Người được dân ta mãi kính trọng
Mảnh đất được Chúa ban tặng
Vì vậy ta luôn bảo vệ Người.
Quê nhà sáng ngời của ta,
Là cánh cổng của tình yêu Tổ quốc
Cùng nhau sống trong bình yên,
Karabakh cũ và mới của ta.
Ta, những người Armenia dũng cảm,
Như Mrav, Kirs và Tartar vĩ đại
Ôi những ngôi đền vút cao của ta
Cùng giữ đất nước ta mãi yên bình!